# Jonckheere fietsbrug

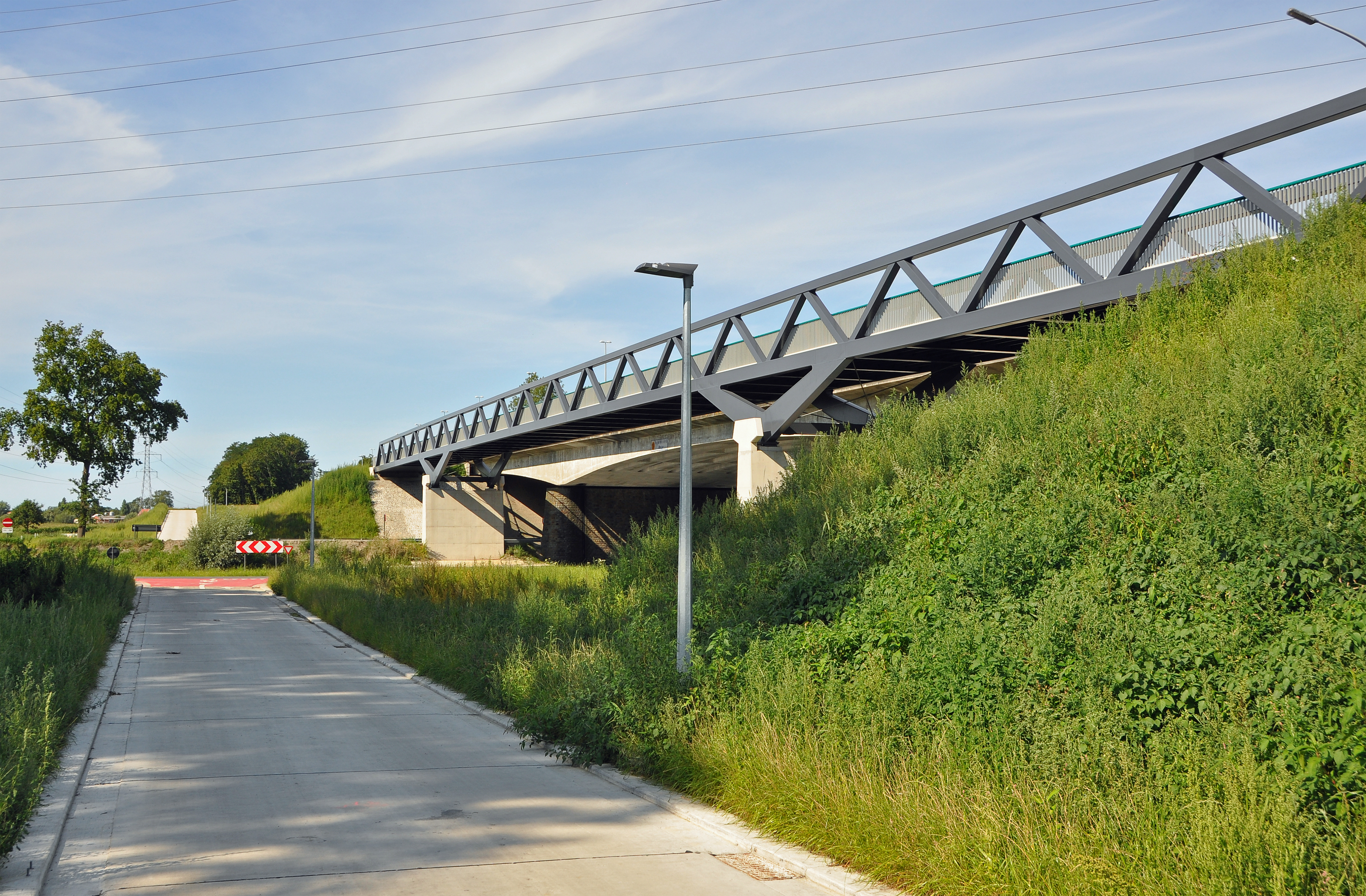

De Jonckheere fietsbrug is een brug voor fietsers over het Kanaal Brugge-Oostende te Brugge. Hij verbindt Sint-Andries met Sint-Pieters. De brug werd langs de drukke N31 Expresweg gerealiseerd door het Agentschap Wegen en Verkeer, naast de bestaande brug voor autoverkeer. Hij maakt deel uit van de Groene Gordel rond de hoofdstad van West-Vlaanderen. De brug werd op 12 juni 2017 feestelijk geopend door het afdelingshoofd Wegen en Verkeer West-Vlaanderen en het College van burgemeester en schepenen van de stad.
De totale kostprijs voor de aanleg van de fietsbrug bedraagt ongeveer 2,4 miljoen euro.
De fietsbrug heeft een totale lengte van 120 m. Het grootste hijsdeel:
- Lengte: 49 m
- Breedte: 4,6 m
- Hoogte: 2 m
- Gewicht: 78 t

Dit brugdeel werd deels onder de brug van de Expresweg op de grond gemonteerd en aan elkaar gelast tot drie grote hijsdelen.

## Naam
De naam van de brug kwam tot stand via een prijsvraag, waarmee de burgers van Brugge een naam konden voorstellen. De brug is genoemd naar de veerman, landbouwer, herbergier en sluiswachter David Jonckheere die jarenlang de overzet verzekerde ter hoogte van de herberg Speyen ter hoogte van Sint-Andries (Brugge) en Meetkerke.